# Chicago Film Critics Association Awards 1990
La cerimonia di premiazione della 3ª edizione dei Chicago Film Critics Association Awards si è tenuta il 7 marzo 1991 al Pump Room di Chicago, Illinois, per premiare i migliori film distribuiti negli Stati Uniti nel corso del 1990 secondo la Chicago Film Critics Association (CFCA). A condurre la serata è stato il comico Tom Dreesen. Le candidature sono state annunciate nel gennaio del 1991: Quei bravi ragazzi è risultato sia il film più candidato (sette volte), che il più premiato, con cinque statuette vinte tra cui quella per il miglior film. L'edizione segna l'introduzione delle categorie per la migliore sceneggiatura e fotografia.

## Vincitori e candidati
I vincitori sono indicati in grassetto, con a seguire gli altri candidati in ordine alfabetico:

### Miglior film
- Quei bravi ragazzi (Goodfellas), regia di Martin Scorsese
- Balla coi lupi (Dances With Wolves), regia di Kevin Costner
- Dormire con rabbia (To Sleep With Anger), regia di Charles Burnett

### Miglior film straniero
- Il cuoco, il ladro, sua moglie e l'amante (The Cook, the Thief, His Wife and Her Lover), regia di Peter Greenaway
- Cyrano de Bergerac, regia di Jean-Paul Rappeneau
- Sogni (Yume), regia di Akira Kurosawa

### Miglior regista
- Martin Scorsese - Quei bravi ragazzi (Goodfellas)
- Kevin Costner - Balla coi lupi (Dances With Wolves)
- Clint Eastwood - Cacciatore bianco, cuore nero (White Hunter, Black Heart)

### Migliore sceneggiatura
- Nicholas Pileggi e Martin Scorsese - Quei bravi ragazzi (Goodfellas)
- Michael Blake - Balla coi lupi (Dances With Wolves)
- Joel ed Ethan Coen - Crocevia della morte (Miller's Crossing)

### Miglior attore
- Jeremy Irons - Il mistero Von Bulow (Reversal of Fortune)
- Robert De Niro - Risvegli (Awakenings)
- Ray Liotta - Quei bravi ragazzi (Goodfellas)

### Migliore attrice
- Kathy Bates - Misery non deve morire (Misery)
- Anjelica Huston - Rischiose abitudini (The Grifters)
- Joanne Woodward - Mr. & Mrs. Bridge

### Miglior attore non protagonista
- Joe Pesci - Quei bravi ragazzi (Goodfellas)
- Andy García - Il padrino - Parte III (The Godfather Part III)
- Al Pacino - Dick Tracy

### Migliore attrice non protagonista
- Lorraine Bracco - Quei bravi ragazzi (Goodfellas)
- Dianne Wiest - Edward mani di forbice (Edward Scissorhands)
- Joan Cusack - Quei bravi ragazzi (Goodfellas)

### Miglior fotografia
- Dean Semler - Balla coi lupi (Dances with Wolves)
- Michael Ballhaus - Quei bravi ragazzi (Goodfellas)
- Gordon Willis - Il padrino - Parte III (The Godfather Part III)

### Attore più promettente
- Macaulay Culkin - Mamma, ho perso l'aereo (Home Alone)
- Anthony LaPaglia - Il matrimonio di Betsy (Betsy's Wedding)
- Jason Patric - Più tardi al buio (After Dark, My Sweet)
- Billy Zane - Memphis Belle

### Attrice più promettente
- Penelope Ann Miller - Il boss e la matricola (The Freshman)
- Kathy Bates - Misery non deve morire (Misery)
- Joan Cusack - Gli uomini della mia vita (Men Don't Leave)

### Commitment to Chicago Award
- James R. Thompson